# 下平用彩

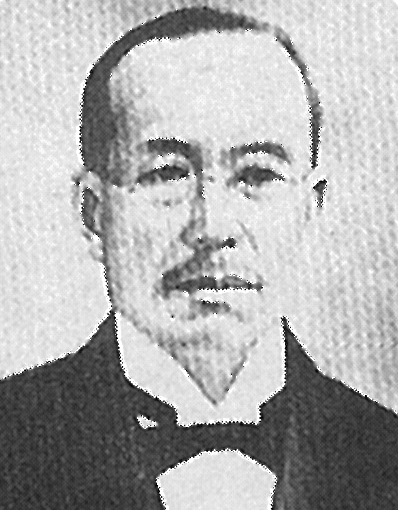
下平用彩

下平 用彩（しもだいら ようさい、文久3年5月16日（1863年7月1日） - 大正13年（1924年）2月23日）は、三重県出身の医師、第四高等学校、金沢医学専門学校、金沢医科大学の教授。

## 略歴
紀伊国紀州藩阪本村（現在の三重県南牟婁郡御浜町）に新宮藩に仕える漢方医の父「秀作」、母「きん」の長男として生まれる。明治9年（1877年）に三重県立医学校（現在の三重県立大学）に入学し、明治22年（1889年）10月に帝国大学医科大学を卒業、同年11月に同大学の助手となり第二医院外科部に勤務。明治23年（1890年）12月23日に医術開業免状を授与され、明治24年（1891年）5月15日に山梨県病院（現在の山梨県立中央病院）の第6代院長となり、明治26年（1893年）11月3日に山梨医会会長に就任、明治30年（1897年）9月に山梨県病院院長を辞し、同年10月11日に第四高等学校医学部教授に任ぜられた。その後、同校医学部が金沢医学専門学校、金沢医科大学と変遷することに併せ、引き続き両校の教授を務めた。
金沢医学専門学校教授時代の明治39年（1906年）8月に文部省から外科、皮膚病、花柳病研究のためドイツ、ベルギー、スイス三国の欧州留学を命ぜられ、スイスのベルン大学においてコッヘル教授、コルレ教授に師事するなどし、細菌学、免疫学を修めて明治43年（1910年）10月に帰国した。大正元年（1912年）12月27日に学位論文「ビール氏欝血療法ニ関スル実験的研究」、「所謂腸ノ伸張胃瘍発生ニ就イテノ実験的研究」及び「甲状腺ノ結核病伝染ニ就イテノ実験的研究」により医学博士の称号を受けた。大正9年（1920年）に石川県金沢病院の外科部長、大正12年（1922年）4月1日の金沢医科大学の開校に伴い同大学の附属医院長となった。
大正11年（1922年）10月には在職25年を記念して金沢医科大学附属医院の入口に胸像が建立されている。

## 地方病の病体解剖
山梨県内における地方病 (日本住血吸虫症)撲滅に尽くした医師の一人である吉岡順作により開かれた、山梨県における最初の試みである地方病の病体解剖の執刀は、明治30年（1897年）6月6日に当時の山梨県病院院長であった下平によりなされており、6月8日付の山梨日日新聞がその模様を伝えている。
また、大日本衛生会山梨支部が発行する「大日本衛生会山梨支部会報」第八号（明治30年）に掲載された、医師の小沢鹿十郎による「地方病性腹水ニ就テ」と題する報告文の文末に、下平の付記として地方病についての意見が述べられている。

## 叙位叙勲
- 1897年（明治30年）11月30日 - 正七位[6]
- 1915年（大正4年）1月11日 - 正五位[7]

## 著作
- 『診断学』吐鳳堂書店　明治20年（1887年）刊
- 『新纂　外科汎論』吐鳳堂　明治29年（1896年）刊
- 『新纂　外科総論』吐鳳堂　明治38年（1905年）刊
- 『新纂　外科各論』吐鳳堂　大正7年（1918年）刊

## 訳書
- 『産科攬要』ハアーケ著　明治21年（1888年）刊
- 『列氏生殖器病学』エドムンドレッセル著　明治23年（1890年）刊
- 『婦人病学（朱氏）』カール・シュロエーデル著　明治23年（1890年）刊
- 『簡明外科各論』アルノー・クルエベ著　英蘭堂　明治24年（1891年）刊
- 『臨床化学的診法』タツバネル著　吐鳳堂 明治25年（1892年）刊
- 『生殖器病学（列氏）』エドムンドレッセル著　明治27年（1894年）刊
- 『列氏皮膚病学』エドムンドレッセル著 吐鳳堂書店　明治29年（1896年）刊

## 親族
- 長女:吉田章子（貴族院議員、厚生大臣、軍需大臣、福岡県知事を務めた 吉田茂 (内務官僚)の妻）